# Den Undvegne
Den Undvegne også distribueret som Politimesteren er en dansk stum melodramafilm fra 1912 produceret af Nordisk Films Kompagni og instrueret af August Blom efter manuskript af Alfred Kjerulf. Filmens hovedrolle som Hutkinson spilles af Valdemar Psilander.
Filmen havde dansk biografpremiere den 5. februar 1912 i Biograf-Theatret, og blev i tysktalende lande distribueret som Sträflinge Nr. 10 und Nr. 13 og i fransktalende lande som Les Forçats Nos 10 et 13.

## Handling
Fuldmægtig Hutkinson lever et lykkeligt liv, indtil han erfarer, at hans hustru er ham utro. Han dræber i raseri sin rival, og sendes i fængsel. Sammen med en anden fange, fange nr. 13, forsøger Hutkinson at flygte. Det lykkes for Hutkinson, men for fange nr. 13 mislykkes flugtforsøget. Hutkinson flygter til Australien, hvor han bliver ansat i politiet og kan forenes med sin datter, som han har savnet. Skæbnen vil, at han som politimand møder fange nr. 13, der er ved at begå indbrud i en villa. Fange nr. 13 sårer Hutkinson og undslipper. Hutkinson bliver forfremmet af Australiens justitsminister for sit mod, og ved den lejlighed møder ministeres søn Hutkinsons datter, og de to forloves. 
Fange nr. 13 har dog ønsket hævn og indfinder sig i Hutkinsons villa, hvor han dog arresteres. Under den efterfølgende retssag røber han, at Hutkinson er en morder og undsluppen straffefange. Hutkinson erkender, men i samme nu træder ministerens søn ind med et frifindelsesdekret for Hutkinson. Hutkinsons samvittighed er nu fri og alt er godt.

## Medvirkende
- Valdemar Psilander - Hutkinson, fuldmægtig/fange/politi
- Karen Lund - Hutkinsons hustru
- Lauritz Olsen - Den unge bankier
- Otto Lagoni - Hutkinsons ven
- Nicolai Brechling - Fange Nr. 13
- Ella Pedersen - Datteren
- Frederik Jacobsen
- Alfred Arnbak
- Axel Boesen
- Frederik Buch
- Richard Christensen
- Julie Henriksen
- Rigmor Jerichau
- Ella la Cour
- Emilie Sannom
- Axel Mattsson